# Bufonul Calabacillas (Madrid)
Bufonul Calabacillas este o pictură realizată în ulei pe pânză de către artistul spaniol Diego Velázquez în perioada 1637-1639. Acesta reprezintă portretul lui Don Juan Martín Martín, „Juan de Calabazas” sau „El Búfón Calabacillas”, un bufon de la curtea regelui Filip al IV-lea al Spaniei, cunoscut uneori după porecla Bizco. Acum se află în muzeul Prado. Bufonul avea boli mintale și de multe ori își freca mâinile una de alta sub forma unui tic; cu toate acestea, Velazquez l-a pictat într-o stare relativ calmă, arătând în continuare egalitatea de demnitate a lui Velazquez față de toți, indiferent dacă erau regi sau bufoni.